# Borrego
Pour plus de détails, voir Fiche technique et Distribution.
Borrego est un thriller américain écrit et réalisé par Jesse Harris, sorti en 2022.

## Fiche technique
- Titre original : Borrego
- Réalisation et scénario : Jesse Harris
- Photographie : Octavio Arias
- Montage : Luis Carballar
- Musique : The Newton Brothers
- Production : Nancy Cartwright, Jesse Harris, Greg Lauritano, Moncia Gil-Rodriguez, Damiano Tucci et Tiziano Tucci
  - Production locale : Lorenzo Benedick, Fernando Bofill et Gabriel Carratu
  - Production déléguée : Harry Finkel, Lucy Hale, Rebecca Miller et Cara Shine Ballarini
  - Production exécutive : Nacho Piñar
- Sociétés de production : ABCDE Picture, Black Magic, Spotted Cow Entertainment et Tucci & Company
- Sociétés de distribution : Saban Films (États-Unis)
- Pays de production :  États-Unis
- Langue originale : anglais
- Format : couleur
- Genre : thriller
- Dates de sortie : 
  - États-Unis : 14 janvier 2022 (sortie limitée)
  - France : 16 janvier 2022 (vidéo à la demande)

## Distribution
- Lucy Hale (VF : Élisabeth Ventura) : Elly
- Nicholas Gonzalez (VF : Stéphane Fourreau) : Jose
- Olivia Trujillo (VF : Émilie Marie) : Alex
- Jorge A. Jimenez : Guillermo
- Leynar Gomez (VF : Benjamin Penamaria) : Tomas
- Jaime Aymerich : Juan Manuel
- Edward J. Bentley : Brody
- Brendan McNamee : Trent